# Tyron Dixon
Tyron Dixon (* 1979 in Köln) ist ein DJ und Musikproduzent.

## Geschichte
Tyron Dixon begann im Alter von 14 Jahren Platten zu mixen. Um sich finanziell über Wasser halten zu können, sowie seine regelmäßigen Reisen zu seiner Familie in Miami zu finanzieren, arbeitete Tyron anfangs nebenbei als Schuhverkäufer und dann als Speditionskaufmann.
Mit 17 Jahren legte Tyron Dixon im Extra Dry in Koblenz auf, zwei Jahre später wurde er Resident-DJ im Loft Club in Ludwigshafen. Danach folgten Resident Clubs wie das La Rocca in Düsseldorf, Flamingo in Essen und das Depot in Münster. Anschließend widmete er sich dem Produzieren von Musik und remixte Kerri Chandler, Romanthony und House of 909 mit Cevin Fisher. Es folgte seine eigene Schallplatte Underground Music. Im Jahre 2007 gab ihm Musikproduzent Mousse T die Möglichkeit, seine Erfahrungen im Peppermint Park in Hannover auszubauen. Außerdem absolvierte er im Jahre 2008 seinen ersten Gastauftritt im Club Pacha auf Ibiza, wo er zusammen mit DJs wie Erick Morillo auflegte und hatte Gast-Auftritte neben Top Stars wie David Guetta, Calvin Harris, Bruno Mars, Pitbull, The Black Eyed Peas sowie bei der offiziellen Party von Paris Hilton. Dixon legt weiterhin im In- und Ausland auf, produziert sich und andere internationale Künstler und ist zusätzlich regelmäßig im Sutton in Barcelona, Blue Marlin auf Ibiza und dem Pacha Poznań zu hören.

## Diskografie

### Remixes
- SuSu Bobien – You brought me a brighter day (Tyron Dixon remix) (2007), Soundmen on Wax
- House of 909 – Beautiful Day (Tyron Dixon remix) (2004), Almost Heaven Records
- Romanthony – A better day (Tyron Dixon remix) (2002), Almost Heaven Records
- Kerri Chandler – Love will find you (Tyron Dixon remix) (2001), Almost Heaven Records

### Releases
- Tyron Dixon, Wjik & Mero feat. Drew Darcy – Waiting For The Sun (mit Tim Mason Remix)
- Tyron Dixon feat. Kodi – Nothing They Can Tell Me Now (mit Grammy Nominierten Paul Oakenfold Remix)
- Tyron Dixon feat. Cristobal – Give It To You (mit Seamus Haji Remix)
- Tyron Dixon & Miami Inc – Don´t Let Love Down (mit Niels Van Gogh Remix)
- Tyron Dixon feat. John Davis – Bring it Back (2009), Soundmen on Wax (John Davis war die Originalstimme der bekannten Pop-Gruppe Milli Vanilli.)
- Tyron Dixon meets Judita – La Vida (2007), R2T Records
- Tyron Dixon – Underground Music (2003), Almost Heaven Records (wurde New York´s Underground Record of the Year)

### Lizenzierte Songs
- We Are Planet Perfecto Vol. 3 – Tyron Dixon, Nothing They Can Tell Me Now – (2013), Armada Music / Perfecto Records
- House Session 5 – Tyron Dixon, La Vida – (2013), Soundmen On Wax
- Turn On The Radio Vol. 7 – Tyron Dixon, Give It To You – (2012), Play This Records
- The Annual Housesession Collection – Tyron Dixon, Give It To You – (2012), Housesession Records
- TROUSE! VOL. 9 – Tyron Dixon, Give It To You – (2012), RH2
- Urban House Vol.6 – You brought me Brighterdays – Tyron Dixon Remix (2008), Essential Collections
- House Vibes – Feel the Beach, Vol.1 Compilation – Tyron Dixon, Underground Music (2007), Eternal Sounds Digital
- Sound Flavours Vol.1 – Tyron Dixon, Underground Music – (2007) Soundmen on Wax
- Pacha Ischgl 2004 CD – Underground Music (2004) Ewing Oil – Muschihaus
- Deep Train 2: Destination Soul CD – A better day – Tyron Dixon Remix (2002), Plastic City

### CD-Kompilationen
- Pacha Ischgl 2004 mixed by Tyron Dixon
- Pacha Poznań 2013 compiled & mixed by Tyron Dixon